# Chelonarium scutellare
Chelonarium scutellare is een keversoort uit de familie Chelonariidae. De wetenschappelijke naam van de soort is voor het eerst geldig gepubliceerd in 1922 door Pic.